# 일레븐 세븐 뮤직
일레븐 세븐 뮤직 (Eleven Seven Music)은 2006년에 설립된 미국의 하드 록 전문 음반사이다, 유니버설 뮤직 그룹, 소니 뮤직 엔터테인먼트, 워너 뮤직 그룹이 배급을 맡고 있으며, 대표적인 아티스트로는 파파 로치와 이스케이프 더 페이트 등이 있다.

## 소속 아티스트

### 현재 소속
- 파파 로치
- 이스케이프 더 페이트
- 벅체리
- 아트 오브 다잉
- 인플레임스

### 과거 소속
- 카보
- 크로스페이드
- 드라우닝 풀
- 트랩트